# Klimaat van Antarctica

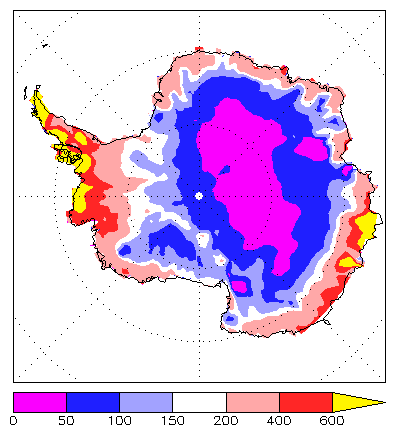
Kaart met de toename van ijs op Antarctica in 2014, weergegeven in mm-neerslagequivalent

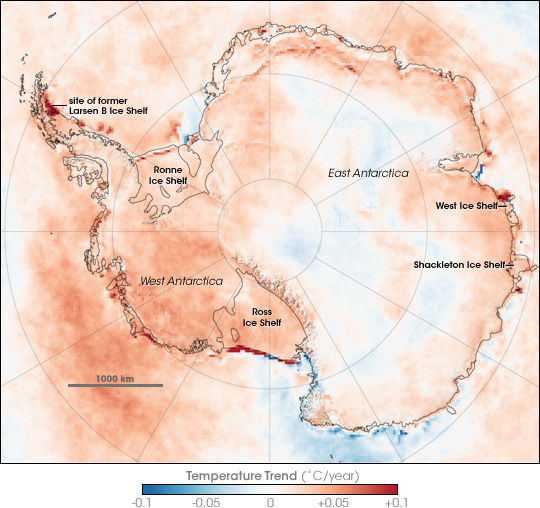
Veranderingen in de oppervlaktetemperatuur op Antarctica

Het klimaat van Antarctica is heel koud en droog.

## Klimaat
Antarctica is de koudste plaats op de Aarde. Op 10 augustus 2010, zakte de temperatuur tot 93,2°C onder nul. Dat heeft de Amerikaanse ruimtevaartorganisatie NASA bekendgemaakt. Hiermee was het oude record van −89,2 graden Celsius verbroken. Deze waarde werd op 21 juli 1983 op het Vostokstation waargenomen. De hoogste temperatuur die ooit gemeten werd op het continent was 20,75 °C op 9 februari 2020 op Comandante Ferraz, waarmee het record van Esperanza Basis (18,3 °C) van drie dagen daarvoor verbroken werd.
Weinig weerpatronen reiken ver in het continent, waardoor het centrum meestal koud en droog blijft. Er is weinig invloed van seizoenen op het continent.

## Antarctica in het verleden
Nadat Antarctica zich afsplitste van het paleocontinent Gondwana, verschoof het continent naar zijn huidige positie over de Zuidpool. Voor die tijd was het klimaat veel warmer. Aangenomen wordt dat er al sinds Antarctica losraakte van Zuid-Amerika, waarbij de Straat Drake geopend werd, 30 miljoen jaar geleden, aanzienlijke ijslagen op het continent gevormd zijn. Sinds het begin van het Plioceen, ruim 5 miljoen jaar geleden, is het continent volledig bedekt met ijs.